# Johanna Hitzelberger
Maria Johanna Hitzelberger, auch Johanna Bamberger (30. Juni 1783 in Würzburg – 15. Oktober 1849 in Frankfurt am Main) war eine deutsche Opernsängerin (Alt).

## Leben
Hitzelberger, die Tochter der Opernsängerin Sabine Hitzelberger (1755–1815) und des Flötisten Franz Ludwig Joseph Hitzelberger (vor 1769–nach 1802) wurde von ihrer Mutter im Gesang unterrichtet. 1800 ging sie ans Münchner Hoftheater und wurde schon nach kurzer Zeit zur Kammersängerin ernannt.
Nach ihrer Hochzeit mit dem Violinvirtuosen Joseph Christian Bamberger zog sie sich ins Privatleben zurück.
Hitzelbergers Geschwister waren Catharina Elisabeth Hitzelberger (1777–1795), Kunigunde Hitzelberger (1778–1795) und Regina Lang (1788–1827), ihre Kinder Sabine Bamberger (1803–nach 1828) und Eva Bamberger (geb. 1811). Allesamt waren ebenfalls Sängerinnen.
Der Sohn ihrer Schwester Regina, der Schauspieler Ferdinand Lang (1810–1882) war ihr Neffe (Heirat am 19. Oktober 1810 mit dem Geiger Theobald Lang (1783–1839)), ihre Nichte Josephine Caroline Lang (1815–1880) war eine Komponistin. Deren Sohn wiederum, der evangelische Theologe, Musikschriftsteller und Musikphilosoph Heinrich Adolf Köstlin (1846–1907), war ihr Großneffe.